# Quận Gilpin, Colorado
Quận Gilpin là một quận thuộc tiểu bang Colorado, Hoa Kỳ.
Quận này được đặt tên theo Colonel William Gilpin. Theo điều tra dân số của Cục điều tra dân số Hoa Kỳ năm 2000, quận có dân số 4757 người . Quận lỵ đóng ở Central City.

## Địa lý
Theo Cục điều tra dân số Hoa Kỳ, quận có diện tích 389 km2, trong đó có 1 km2 là diện tích mặt nước.